# Didier Faivre-Pierret
Didier Faivre-Pierret (ur. 20 kwietnia 1965 w Pontarlier) – francuski kolarz szosowy, brązowy medalista olimpijski.

## Kariera
Największy sukces w karierze Didier Faivre-Pierret osiągnął w 1992 roku, kiedy wspólnie z Philippe’em Gaumontem, Hervé Boussardem i Jean-Louisem Harelem zdobył brązowy medal w drużynowej jeździe na czas na igrzyskach olimpijskich w Barcelonie. Był to jedyny medal wywalczony przez Faivre-Pierreta na międzynarodowej imprezie tej rangi oraz jego jedyny start olimpijski. Poza tym zwyciężył między innymi w wyścigu Paryż-Troyes w 1992 roku i Les Boucles de l'Artois rok później. Nigdy nie zdobył medalu na szosowych mistrzostwach świata.